# Selbstrettungskonzept

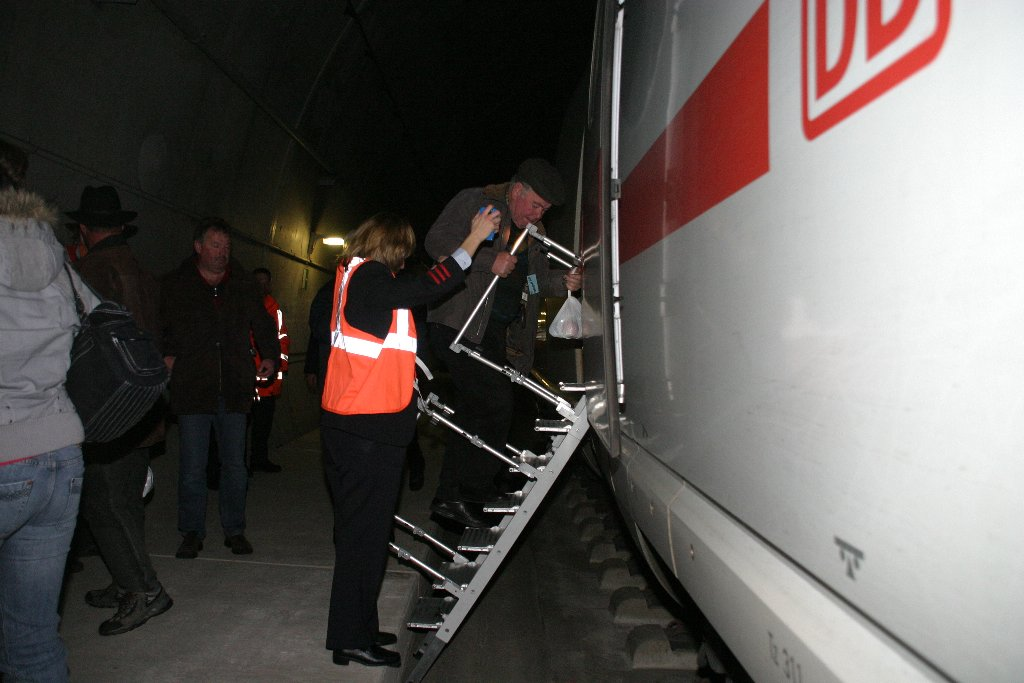
Eine Zugbegleiterin hilft einem Reisenden beim Ausstieg über eine Rettungsleiter, bei einer Rettungsübung im Günterscheidtunnel (April 2008)

Das Selbstrettungskonzept (Abk. SRK) ist eine Handlungsanweisung für Zugbegleiter bei Gefahrenfällen im Netz der Deutschen Bahn. Anwendung findet das Selbstrettungskonzept im Gefahrenfall, wie zum Beispiel bei einem Brand im Zug in einem Tunnel. Der größtmögliche Not- oder Gefahrenfall ist hierbei die Räumung des Zuges in einem gefährlichen Streckenabschnitt, beispielsweise in einem Tunnel oder auf langen Brücken.
Dabei ist auch die Kommunikation zwischen den einzelnen Zugbegleitern und dem Triebfahrzeugführer jederzeit zu gewährleisten. Die Reisezugwagen im Fernverkehr der Deutschen Bahn sind dafür entsprechend ausgerüstet. Der Triebfahrzeugführer muss eine Möglichkeit haben, das Zugpersonal im Zug während der Fahrt über Störungen, wie z. B. das Ziehen der Notbremse zu informieren. Das kann mittels spezieller Funkgeräte geschehen oder über eine Lautsprecheranlage mittels Signalwörtern in den Wagen. Notwendig ist ebenfalls eine funktionierende Notbremsüberbrückung sowie das Vorhandensein eines speziellen sogenannten Notfallkoffers, der in der Regel im Dienstabteil untergebracht ist. Dieser enthält unter anderem ein Megaphon zur Information der Fahrgäste nach Ausstieg aus einem Zug sowie zwei Halogenlampen.

## Geschichte
Das Selbstrettungskonzept ging aus umfassenden Überlegungen zur Tunnelsicherheit hervor, die in den 1980er Jahren vor Inbetriebnahme der ersten Neubaustrecken in Deutschland angestellt wurden. War das Netz bis dahin überwiegend von kurzen Tunneln geprägt, gingen im Zuge dieser neuen Schnellfahrstrecken eine Reihe Röhren mit Längen von mehreren Kilometern in Betrieb. Waren bislang nur bei einzelnen, längeren Röhren des Bestandsnetzes nur eine begrenzte Vorsorge für den Ereignisfall getroffen worden, nachdem über rund 30 Jahre kein Unfall mit Todesfolge in einem Fernbahntunnel zu verzeichnen war, kam eine neue Diskussion in Gang.
In die sicherheitstechnische Überlegungen der veränderten Tunnelsituation flossen dabei einerseits die geringe Eintrittswahrscheinlichkeit ein (großer Gleisabstand, keine bahnhofsspezifischen Gefahren u. a.), andererseits aber auch das höhere potentielle Schadensausmaß von Hochgeschwindigkeitszügen in langen Tunneln. Anfang der 1980er Jahre vergab die damalige Deutsche Bundesbahn eine methodische Risikobetrachtung an zwei Ingenieurbüros. Dazu wurde ein vierstufiges Konzept entwickelt, das 1988 in einer ersten Fassung vorlag:
- ereignisverhindernde Maßnahmen (z. B. Entmischung von Personen- und Güterverkehr)
- ausmaßmindernde Maßnahmen (insbesondere die Einführung der Notbremsüberbrückung)
- Selbstrettungsmaßnahmen
- Fremdrettungsmaßnahmen (z. B. kurze Angriffswege, Löschwasservorräte, Funkversorgung, Rettungsplätze)

Zu den Maßnahmen der Selbstrettung zählen Fluchtwege (einschließlich entsprechender Kennzeichnung), Tunnelbeleuchtung, Notruffernsprecher, Notausgänge, Handlungsschema zur Durchführung der Selbstrettung sowie Schulungen des Betriebspersonals. Die erforderlichen Maßnahmen sind in der Konzernrichtlinie Notfallmanagement festgehalten. Zugbegleiter erhalten (Stand: 1997) die Handlungsabläufe ebenfalls im Taschenformat. Vor-Ort-Übungen wurden im Laufe der Zeit durch Trainings am PC ersetzt.